# الفرياطي
العربي الدائز الفرياطي من الكتاب والمحققين الشباب ولد سنة 1401هـ بـ وادي فرياط ،ناحية مدينة أبي الجعد التابعة لإقليم خريبكة ـ المملكة المغربية. نشأ في أسرة عربية محافظة، فدخل المكتب وحفظ القرآن الكريم وهو في نحو العاشرة أو الحادية عشرة.

## أبرز كتبه
- التبصرة والتذكرة ؛ ألفية المصطلح للحافظ العراقي (تـ806هـ)  دراسة وتحقيق ، نشر مكتبة دار المنهاج بالرياض 1425هـ في 176ص (الطبعة الثانية)
- الإمداد بمعرفة علو الإسناد للإمام عبد الله بن سالم البصري(تـ 1134هـ)، دار التوحيد للنشر بالرياض، ط1، 1427هـ
- المحدث الإمام عبد الله بن سالم البصري المكي (1049-1134هـ)؛إمام أهل الحديث بالمسجد الحرام (تأليف) دار البشائر الإسلامية بيروت1426هـ في 342ص
- مع العلامة الزركلي في كتابه الأعلام دار التوحيد بالرياض سنة 1428هـ في 334ص من الحجم الكبير، ويعتبر من أشهر كتبه وأوسعها انتشارا بين الباحثين وقد تجلت فيه قدرته على النقد والتمحيص،ومعرفته بالسير والتراجم